# Hāgere Selam
Hāgere Selam är en ort i Etiopien.   Den ligger i regionen Sidama, i den centrala delen av landet, 280 km söder om huvudstaden Addis Abeba. Hāgere Selam ligger 2 746 meter över havet och antalet invånare är 5 169.